# Бобруйский завод тракторных деталей и агрегатов

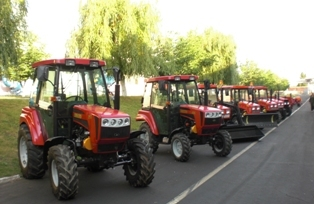
Линейка тракторов ОАО «БЗТДиА»

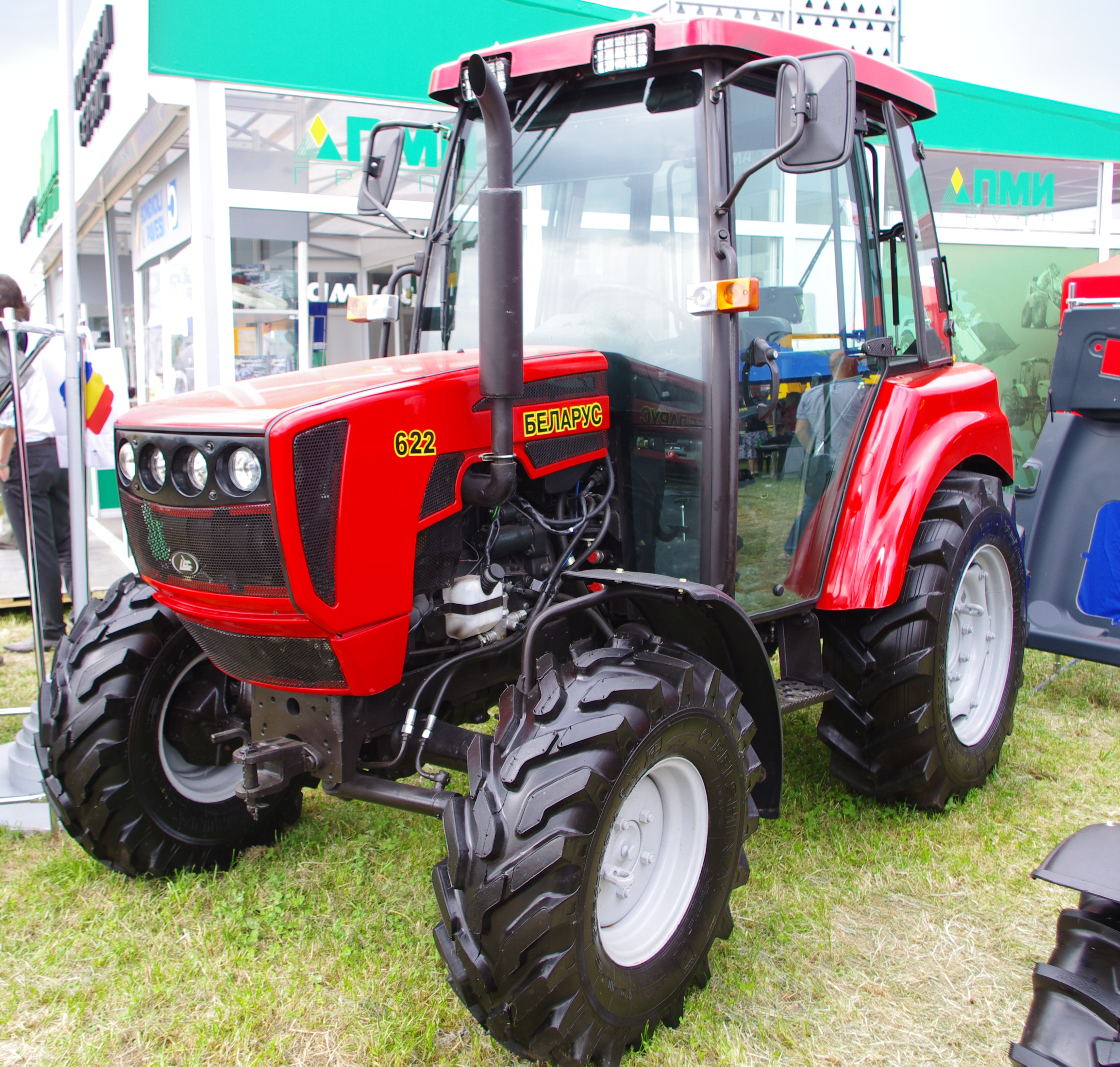
Трактор «Беларус-622»

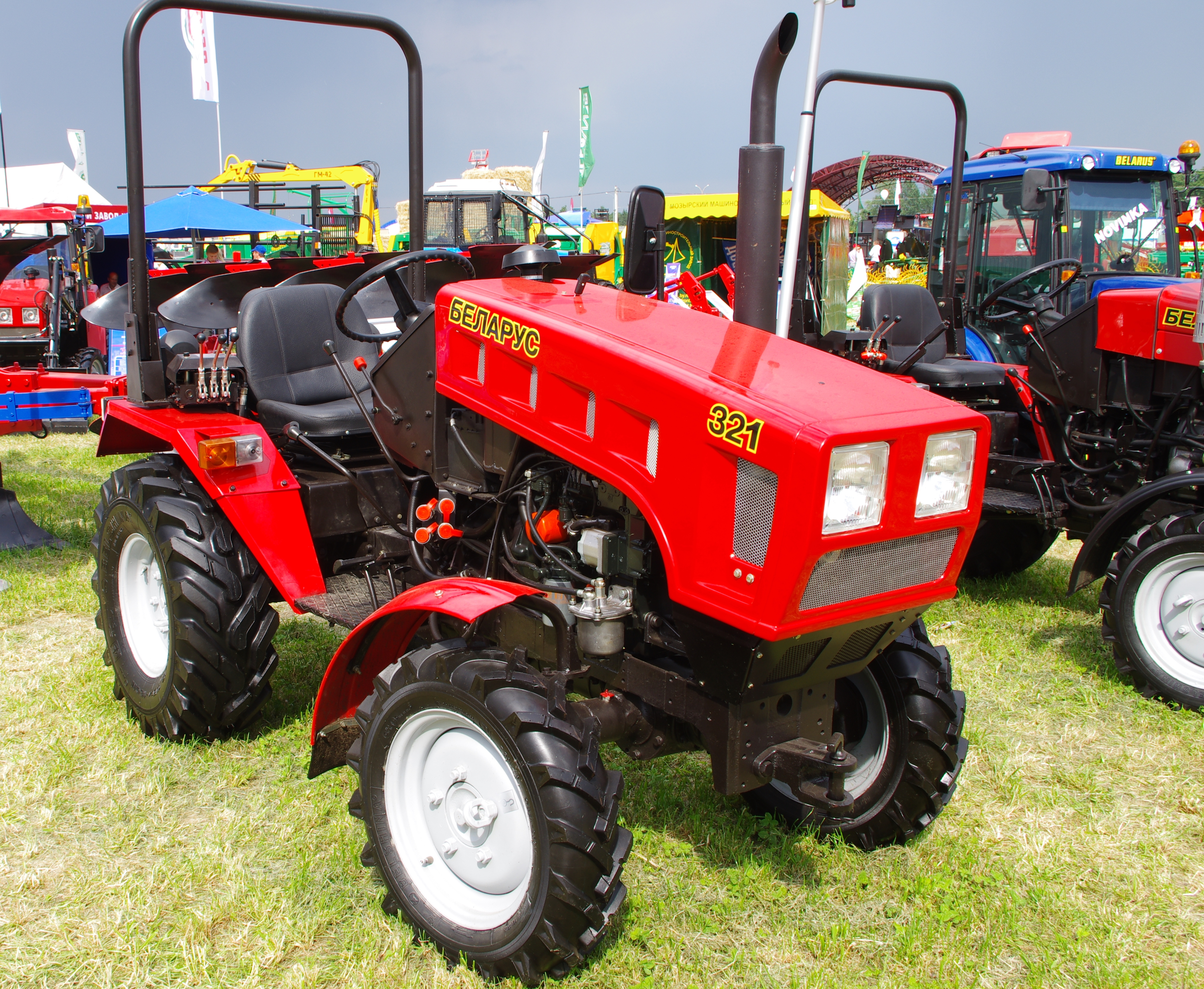
Трактор «Беларус-321»

ОАО «Бобруйский завод тракторных деталей и агрегатов» — промышленное предприятие, расположенное в городе Бобруйск (Могилевская область, Республика Беларусь), производитель тракторной техники для сельского и коммунального хозяйства. Входит в состав холдинга «МТЗ-ХОЛДИНГ».

## История
ОАО «Бобруйский завод тракторных деталей и агрегатов» — современное индустриальное предприятие, прошедшее путь от ремонтных и машино- тракторных мастерских. Завод выпускает номенклатурные узлы и детали для всей гаммы тракторов, выпускаемых МТЗ. С января 2007 года ОАО «БЗТДиА» начал осваивать выпуск малогабаритных тракторов, коммунальных машин на их базе. В настоящее время завод насчитывает 9 моделей тракторов и коммунальных машин на их базе..
История предприятия берет своё начало в августе 1945 года — времени великой победы советского народа в Отечественной войне. Тогда была организована Бобруйская межрайонная мастерская капитального ремонта Главного управления ремонтных предприятий Министерства сельского хозяйства БССР. В то же время было принято решение о строительстве машино — тракторной мастерской. В сентябре 1948 года Бобруйская машино-тракторная мастерская была переименована в Бобруйскую межрайонную мастерскую капитального ремонта (ММКР). В функции мастерской входили: ремонт тракторных моторов, изготовление и регистрация запасных частей к тракторам и сельскохозяйственным машинам. В июле 1958 года на базе Бобруйской межрайонной мастерской капитального ремонта был создан Бобруйский ремонтный завод, в задачи которого входили ремонт автомашин ГАЗ-51 и двигателей к тракторам. В конце 1959 года Бобруйский ремонтный завод был переименован на Бобруйский завод автотракторных деталей и переориентирован на выпуск новой продукции- автотракторных запчастей В процессе перестройки монтировалось новое оборудование, осваивались новые виды продукции, новые технологии, строились новые корпуса. Уже в 1963 году было освоено производство 24-х наименований запчастей к тракторам и автомобилям, а также принято с МТЗ и освоено 16 наименований запчастей к тракторам МТЗ . 11 апреля 1972 года в Минске было организовано Минское производственное объединение, в состав которого вошёл Бобруйский завод ТДиА . Ещё более стал расширяться ассортимент выпускаемых запчастей к тракторам МТЗ.

Продукция завода пользуется повышенным спросом, как на внутреннем рынке, так и в странах ближнего и дальнего зарубежья. Основным экспортным рынком сбыта продукции предприятия в последние годы является Российская Федерация. Значительные объёмы, как запасных частей, так и тракторов поставляются и на рынки других стран Восточной Европы (Украина, Чехия, Словакия, Польша, Литва и т. д.), Закавказья (Армения, Азербайджан, Грузия), Центральной Азии (Казахстан, Узбекистан, Таджикистан, Кыргызстан и т. д.). Постоянные партнеры завода работают в таких странах как Болгария, Венесуэла, Вьетнам, Германия, Монголия, Румыния, Пакистан, Сербия и др. Всего продукция с маркой завода поставляется более чем в 50 стран мира.

## Продукция
- Тракторы «Беларус» (Беларус 311; Беларус 321; Беларус 320.4; Беларус 320.5; Беларус 422; Беларус 422.1; Беларус 422.4; Беларус 421; Беларус 622; Машина погрузочная МП-320; Машина уборочная МУ-320; Машина погрузочно-уборочная МПУ-320). В 2013 году линейка производимой тракторной техники дополнилась несколькими моделями тракторов «Беларус» с отечественными двигателями, производства Минского моторного завода.
- Навесное и прицепное оборудование к тракторам «Беларус» (снегоочистители, лесопожарный модуль, парковый пылесос, малогабаритный полуприцеп ПМТ-330, тракторный экскаватор, косилки, бороны, культиваторы, окучники, фрезы, плуги, опрыскиватели, поливочная машина).
- Запасные части и комплектующие к тракторам «Беларус» (диски сцепления, раздаточная коробка, опора промежуточная, гидроусилитель, рукава высокого давления, колеса дисковые, цапфа, вал силовой, сидения тракторные, валы отбора мощности, топливопроводы и пр).